# Zdzisław Szydłowski
Zdzisław Mateusz Lubicz-Szydłowski (ur. 21 września 1900 we Lwowie, zm. 3 lub 5 października 1973 w Toronto) – oficer piechoty Wojska Polskiego II RP, pułkownik Polskich Sił Zbrojnych.

## Życiorys
Urodził się 21 września 1900 we Lwowie. W 1917 zdał egzamin dojrzałości i podjął studia na Uniwersytecie Poznańskim, które przerwał.
U kresu I wojny światowej jako harcerz działał w Polskiej Organizacji Wojskowej we Lwowie. W listopadzie 1918 uczestniczył w obronie Lwowa w trakcie wojny polsko-ukraińskiej, a w 1920 w wojnie polsko-bolszewickiej. Został awansowany na stopień porucznika piechoty ze starszeństwem z dniem 1 czerwca 1919. W 1923, 1924 był oficerem 69 pułku piechoty w Gnieźnie. 1 lutego 1924 został przydzielony do Centralnej Wojskowej Szkoły Gimnastyki i Sportów w Poznaniu, na stanowisko adiutanta. Następnie pełnił funkcję oficera ordynansowego, instruktorem, wykładowcą, dowódcą kompanii podoficerskiej, kierownikiem laboratorium. Pracował jako instruktor wojskowy, w 1925 przez okres półroczny odbywał praktykę w Siłach Zbrojnych Belgii. Równolegle w latach 20. kontynuował studia, ukończył je, od 1924 do 1928 pracował jako asystent na Wydziale Biologii, a w 1928 uzyskał stopień doktora filozofii w zakresie nauk fizycznych. Został awansowany na stopień kapitana piechoty ze starszeństwem z dniem 1 stycznia 1928. Został oficerem powołanego pod koniec 1929 Centralnego Instytutu Wychowania Fizycznego Józefa Piłsudskiego w Warszawie, w którym był kierownikiem pracowni fizjologicznej. 30 października 1930 wieczorem przybył do gabinetu innego oficera wykładowcy CIWF, kpt. dr. Alojzego Pawełka, a po sprzeczce zastrzelił go strzałami z broni palnej. Po zatrzymaniu został osadzony w Wojskowym Więzieniu Śledczym przy ul. Dzikiej. Według doniesień prasowych między oboma oficerami istniała wieloletnia niechęć, a w grudniu 1929 doszło między nimi do pojedynku. W 1932 był oficerem 22 pułku piechoty w Krakowie.
Po wybuchu II wojny światowej 1939 w okresie kampanii wrześniowej był oficerem 12 Dywizji Piechoty. Przedostał się na Zachód i wstąpił do Wojska Polskiego we Francji. Brał udział w kampanii francuskiej w stopniu majora na stanowisku dowódcy 1 batalionu 2 pułku grenadierów wielkopolskich. W 1941 był aresztowany przez Niemców. Po odzyskaniu wolności działał w konspiracji we Francji, po czym w 1942 udał się do Wielkiej Brytanii, zostając oficerem Polskich Sił Zbrojnych. W marcu 1943 w stopniu podpułkownika został dowódcą I batalionu 1 Samodzielnej Brygady Spadochronowej. W tym czasie z ramienia dowódcy 1 SBS objął dozór nad Spadochronową Szkołą Podchorążych w Szkocji. Od 21 listopada 1943 do 15 stycznia 1945 dowodził 9 batalionem strzelców flandryjskich, który w sierpniu 1944 przeszedł na wybrzeże Francji. W tym czasie wraz jednostką brał udział m.in. walkach skutkujących wyzwoleniem miasta Axel od 16 września 1944 do 19 września 1944. U kresu wojny i po jej zakończeniu od 19 stycznia 1945 do 25 czerwca 1947 był zastępcą dowódcy 3 Brygada Strzelców, a następnie już w stopniu pułkownika tej jednostki od 26 kwietnia do 10 czerwca 1947.
Postanowieniem Rady Miasta Axel z września 1945 otrzymał honorowe obywatelstwo tego miasta (zarazem pierwsze w historii). Na jego cześć nazwano Plac Szydłowskiego (hol. Szydlowskiplein) w centrum Axel, gdzie ustanowiono pomnik wraz z płaskorzeźbę przedstawiającą podobiznę pułkownika.
Pod koniec 1949 pułkownik wyjechał do Kanady. Zmarł 3 lub 5 października 1973 w Toronto. Został pochowany w tym mieście.
Od 1921 był żonaty z Anną ze Ścibor-Rylskich (ur. 1900–1946), z którą miał dwoje dzieci: córkę Barbarę (ur. 1922) i syna Krzysztofa (ur. 1928). Żona zginęła w wypadku drogowym w trakcie wyjazdu na Zachód do męża, została pochowana na cmentarzu w Axel-Walstraat.

## Ordery i odznaczenia
- Krzyż Srebrny Orderu Virtuti Militari nr 10517[20] (za kampanię na zachodzie 1944/1945)[21][15]
- Krzyż Walecznych (sześciokrotnie: dwukrotnie przed 1932, po raz drugi, trzeci i czwarty za kampanię 1944/1945)[22]
- Medal Wojska (za wojnę 1939–1945)[23]
- Złoty Krzyż Zasługi (25 maja 1939)[24]
- Medal Niepodległości (9 listopada 1933)[25]
- Krzyż Oficerski Orderu Leopolda z palmami (Belgia)[26]
- Krzyż Wojenny z palmami (Belgia)[27]
- Order Wybitnej Służby (Wielka Brytania)[28][15]
- Order Oranje-Nassau z mieczami (Holandia, 1949)[1][16]

## Publikacje
- Zabawy i gry ruchowe dla dzieci i młodzieży (1928, współautor: kpt. Czesław Mierzejewski)[29]
- artykuły dotyczącego kursów Przysposobienia Wojskowego i walki z bagnetem, opublikowane w czasopismach „Żołnierz Wielkopolski”, „Stadjon”[30]